# Rete tranviaria di Mantova
La rete tranviaria di Mantova, attiva fra il 1908 e il 1953, era un insieme di relazioni costituito da due linee prettamente urbane di pertinenza comunale e da ulteriori tre a carattere suburbano gestite dalla Provincia, realizzate in parte sfruttando le infrastrutture di due preesistenti tranvie a vapore.
A motivo delle brevi distanze coperte le linee comunali ebbero vita breve, venendo soppresse nel 1932, mentre le restanti relazioni durarono fino all'inizio degli anni Cinquanta.

## Storia

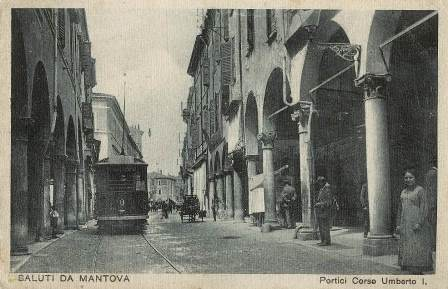
Mantova, portici di corso Umberto I

I primi binari tranviari a Mantova erano stati posati nel 1886 a cura della Société Anonyme d'Entreprise Generale de Travaux di Bruxelles, altresì nota come "società belga", con la costruzione della linea Brescia-Mantova-Ostiglia, con trazione a vapore, la cui convenzione con il Comune di Mantova era stata stipulata il 25 marzo 1884.
Per agevolare le comunicazioni fra la stazione ferroviaria, quella tranviaria e i diversi quartieri della città, la ditta Manini istituì dunque un servizio di omnibus con corse ogni mezz'ora da Porta Molina a Cerese, da piazza Sordello per le stazioni e da piazza Leona per il cimitero, al prezzo di centesimi 25 per persona, i cui regolamenti furono approvati dal consiglio comunale fra il giugno 1887 e l'aprile 1888.

### La rete comunale
La Società Elettrica Bresciana, che già nel 1906 aveva progettato la rete tranviaria di Brescia ottenne il 5 febbraio 1910 la concessione per un analogo impianto da costruirsi a Mantova.
Il servizio era stato nel frattempo avviato nel 1908 sulla relazione stazione ferroviaria-Porta Mulina, alla quale seguì l'inaugurazione avvenuta nel 1914 di ulteriori due tratte, portando a configurare un servizio strutturato su due linee urbane:
- stazione ferroviaria-Porta Cerese
- Porta Mulina-Porta Pusterla

A motivo delle modeste dimensioni della città, il cui centro servito poteva essere comodamente percorso a piedi, le due linee videro un'utenza relativamente modesta: per tale motivo nel 1932 si prese in considerazione la loro sostituzione con filovie, progetto poi scartato: in tale anno l'esercizio fu soppresso e il Comune di Mantova affidò all'Impresa autoservizi Lazzi e Govigli di Pistoia la concessione per una rete di autobus formata da 4 linee urbane dalla stazione ferroviaria per Cerese, Bancole, Borgo Chiesanuova, Frassine. Tale esercizio durò in seguito fino al 1942, durante la seconda guerra mondiale.

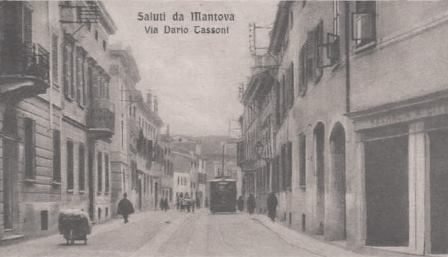
Mantova, via Tassoni

### I servizi urbani della TEM
La provincia di Mantova arrivò a ospitare un'estesa rete di tranvie extraurbane che oltre alla citata Brescia-Mantova-Ostiglia comprendeva anche due linee da Mantova per Asola e Viadana, il cui esercizio passò nel 1923 all'Amministrazione provinciale, la quale ne assunse la gestione attraverso la controllata società Tramvie a vapore Mantova-Asola e Mantova-Viadana.
Proprio grazie alla presenza di tali infrastrutture fu possibile istituire, nel 1925 due nuove linee elettrificate a carattere suburbano fino alle Grazie, località lungo la tranvia per Asola, servendo la località Angeli e a Montanara lungo la strada Dosso del Corso che ospitava la tranvia per Viadana; il capolinea centrale a Mantova sorgeva in piazza Cavallotti. Tale elettrificazione, assieme al prolungamento di penetrazione urbana fino al centro, fu autorizzata con regio decreto n. 2232 del 5 novembre 1925.
Nel 1926 l'impresa di gestione assunse la denominazione di Tranvie Provinciali Mantovane (TPM) e successivamente quella di Tramvie Elettriche Mantovane (TEM).
L'ultima relazione tranviaria a carattere urbano fu inaugurata proprio dalla TEM, nel 1928, per il collegamento con l'allora nuovo ospedale del Pompilio.
Anche così ammodernato il servizio era destinato però a non durare molto: nel 1933 furono istituite corse con autobus integrative e sostitutive del servizio tramviario anche sulla Mantova-Ostiglia e nel medesimo anno anche le corse per i capolinea di Asola e Viadana vennero autosostituite a cura della stessa Lazzi e Govigli.
Le tratte elettrificate tranne rimasero in esercizio fino al 1953, anno di definitiva soppressione della rete. L'ultima corsa è fatta risalire dagli autori al 23 maggio o alla mattina del 30 maggio 1953. Da allora ai tram presero posto alcuni autobus acquistati usati a Bolzano.

## Caratteristiche tecniche

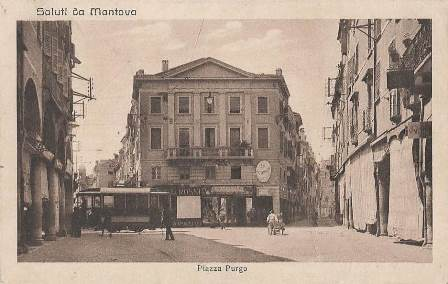
Piazza Purgo con tram, snodo tranviario

Realizzate a scartamento ordinario, tutte le linee mantovane erano a binario unico con raddoppi lungo il percorso per realizzare gli incroci. La tensione di alimentazione era a 550 V CC
Il Deposito-officina SEB sorgeva in piazza San Leonardo e risultava raggiungibile mediante un breve binario di regresso presente davanti all'ospedale militare; il deposito TEM era invece ubicato nell'area denominata Orti di Ognissanti, presso l'omonima chiesa in corso Vittorio Emanuele II.

### La rete
La rete urbana vera e propria disponeva di quattro capolinea, posti di fronte alla stazione ferroviaria e in corrispondenza delle porte Mulina, Cerese e Pusterla, con binari che si snodavano lungo le principali direttrici incrociandosi nella centrale piazza Marconi (allora denominata piazza Purgo), dove i tram in servizio sulle due relazioni trovavano coincidenza.
La tratta di penetrazione urbana esercita da TEM, costituita da un binario appositamente costruito lungo il corso Vittorio Emanuele II fino al capolinea di piazza Cavallotti era lunga 700 metri e risultava comune alle tre relazioni per Grazie, Montanara e Pompilio, i cui binari percorrevano rispettivamente via Cremona (strada provinciale 10), la strada Dosso del Corso e il viale Pompilio, fino all'omonimo ex forte.
Tutte le linee erano elettrificate con linea aerea sorretta da pali tubolari Mannesmann

## Materiale rotabile
Per il servizio sulla rete urbana la SEB acquistò nove elettromotrici a due assi, dotate di presa di corrente ad asta e rotella.
La TEM impiegò da parte sua alcune elettromotrici bidirezionali di costruzione Edison acquistate usate dall'ATM di Milano, la cui presa di corrente (asta a rotella, "pertegheta" in lombardo, posta al centro dell'imperiale e girata al momento del ribattimento al capolinea) e il cui scartamento erano identici a quelli della rete mantovana.

## Galleria d'immagini

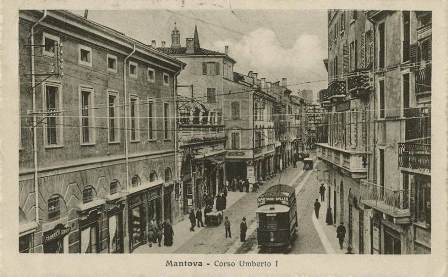
Mantova, corso Umberto I
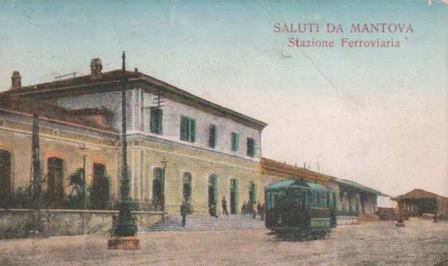
Capolinea della stazione
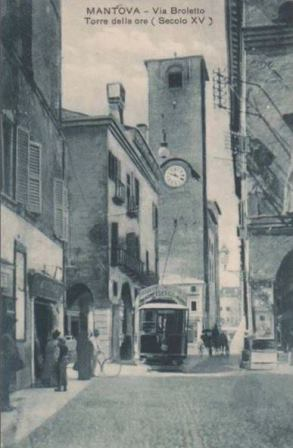
Il broletto col tram
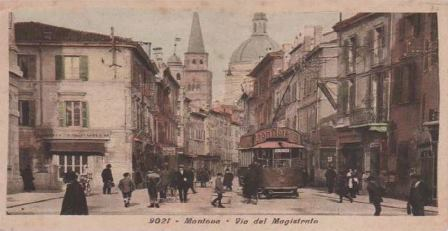
Via del Magistrato
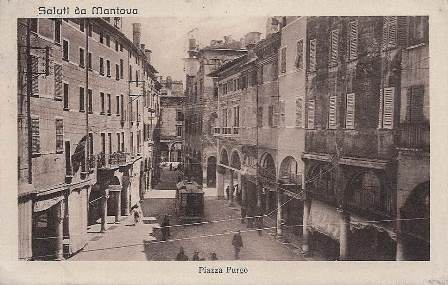
Mantova, piazza Purgo